# Prosino
Prosino [prɔˈɕinɔ] (tiếng Đức: Prössin) là một ngôi làng thuộc khu hành chính của Gmina Czaplinek, thuộc quận Drawsko, West Pomeranian Voivodeship, ở phía tây bắc Ba Lan. Nó nằm khoảng 12 kilômét (7 mi) phía bắc Czaplinek, 31 km (19 mi) về phía đông bắc của Drawsko Pomorskie và 111 km (69 mi) về phía đông của thủ đô khu vực Szczecin.
Trước năm 1772, khu vực này là một phần của Vương quốc Ba Lan, từ năm 1772 đến năm 1945, một phần của nước Phổ và Đức, trước khi trở về Ba Lan.